# Флаг сельского поселения Чертолино
Флаг муниципального образования сельское поселение «Черто́лино» Ржевского района Тверской области Российской Федерации — опознавательно-правовой знак, служащий официальным символом муниципального образования.
Флаг утверждён 24 мая 2011 года внесён в Государственный геральдический регистр Российской Федерации с присвоением регистрационного номера 6917.

## Описание
Геральдическое описание герба гласит: «В четверочастном золотом и лазоревом поле поверх всего — червлёная узкая перевязь, обременённая шестью золотыми звёздами о пяти лучах, положенными сообразно щиту, и сопровождаемая в каждой из лазоревых частей выходящей от края щита из серебряного облака рукой в серебряных латах, заносящей саблю того же металла».

## Символика

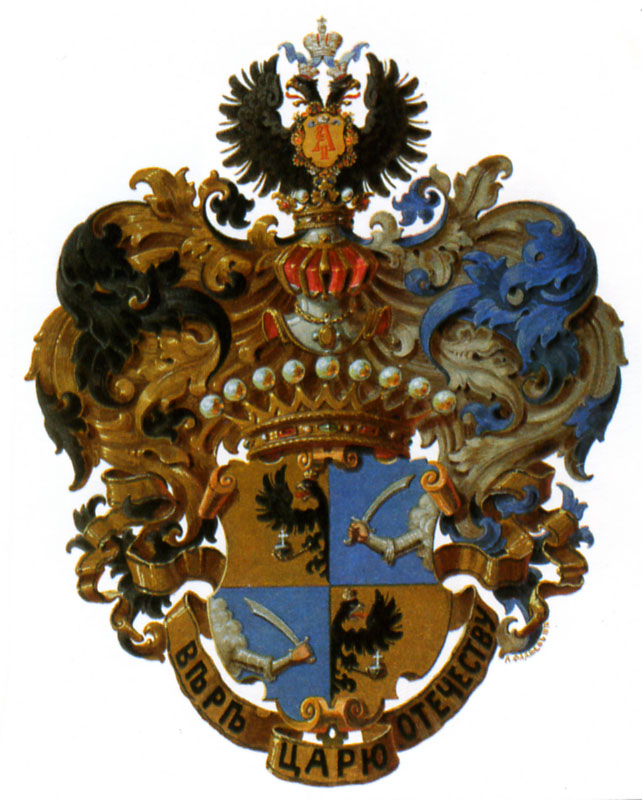
Герб графа Игнатьева

Флаг языком символов и аллегорий отражает исторические и культурные особенности сельского поселения Чертолино.
Деревня Чертолино — центр сельского поселения — была основана во второй половине XVIII века. Тогда здесь была построена родовая усадьба высокопоставленных чиновников и графов Игнатьевых. На протяжении многих лет, вплоть до XX века им принадлежала не только деревня Чертолино, но и обширные земельные угодья. Территория усадьбы простиралась на десятки километров, в её состав входило до тридцати близлежащих деревень. Игнатьевы много сделали для обустройства этих земель, так церковь Святой Троицы была построена на личные средства Алексея Павловича Игнатьева. Фигуры герба графа Игнатьева — выходящая из облака рука с мечом и деление щита на золотые и голубые части — в гербе сельского поселения Чертолино показывают важную роль Игнатьевых в освоении этих земель, в появлении и развитии сёл и деревень, вошедших в состав современного муниципального образования.
Символика деления полотнища флага многозначна. Помимо напоминания об Игнатьевых, четверочастное деление символизирует само муниципальное образование. Сельское поселение Чертолино, образованное в 2005 году, включило в себя территории четырёх сельских округов: Ильченковского, Азаровского, Чертолинского и Звягинского.
Во время Великой Отечественной войны здесь велись ожесточённые бои. В настоящее время в Чертолино и ближних деревнях имеется шесть воинских захоронений солдат Красной армии, погибших во время Ржевской битвы (Чертолино, Бровцино, Погорелки, Сухуша, Мончалово, Зайцево). Память о подвиге советских солдат отражена на флаге красной лентой-перевязью с шестью золотыми звёздами.
Зелёный цвет — символ природы, здоровья, молодости, жизненного роста, надежды.
Красный цвет — символ мужества, труда, силы, красоты и праздника.
Жёлтый цвет (золото) — символ почёта, уважения, богатства, стабильности.
Белый цвет (серебро) — символ чистоты, совершенства, мира и взаимопонимания.
Голубой цвет (лазурь) — символ чести, благородства, духовности, возвышенных устремлений.